# SL Benfica (wielerploeg)
Benfica was een Portugese wielerploeg, opgericht in 2007 en opgeheven in 2008. Het team kwam uit in de continentale circuits van de UCI en was een procontinentale ploeg.
Justino Curto was de algemeen manager van het team, de ploegleiding was in handen van Orlando Rodrigues en Gonçalo Amorim. Het team telde een paar subtoppers, zo had Benfica José Azevedo, Javier Benítez en José Antonio Pecharroman onder contract staan. Benfica had ook een beloftenteam.
Succesvolste renner van de ploeg was Javier Benítez die in beide seizoenen reed bij de ploeg. In totaal won hij elf etappes in beide jaren. Voormalig wereldkampioen Rui Costa reed eveneens bij de ploeg, net als zijn oudere broer Mário Costa.

## Ploeg 2007
| Naam                     | Geboortedatum | Nationaliteit | Ploeg 2006                     |
| ------------------------ | ------------- | ------------- | ------------------------------ |
| José Azevedo             | 19-09-1973    | Portugal      | Discovery Channel              |
| Javier Benítez           | 03-01-1979    | Spanje        | Grupo Nicolas Mateos           |
| Bruno Castanheira        | 04-02-1977    | Portugal      | Maia Milaneza                  |
| Rui Costa                | 05-10-1986    | Portugal      | /                              |
| Pedro Goncalves          | 29-06-1975    | Portugal      | L.A. Aluminios-Liberty Seguros |
| Rui Lavarinhas           | 09-01-1971    | Portugal      | Riberalves                     |
| Hélder Miranda           | 23-02-1979    | Portugal      | Riberalves                     |
| Didac Ortega             | 05-04-1982    | Spanje        | /                              |
| José Antonio Pecharroman | 16-06-1978    | Spanje        | Comunidad Valenciana           |
| Danail Petrov            | 05-02-1978    | Bulgarije     | Maia Milaneza                  |
| Edgar Pinto              | 27-08-1985    | Portugal      | /                              |
| Mikel Pradera            | 06-03-1975    | Spanje        | Caisse d'Epargne-Illes Balears |
| Sergio Ribeiro           | 28-11-1980    | Portugal      | Barbot-Pascoal                 |
| Hugo Sancho              | 04-02-1982    | Portugal      | /                              |
| Renato Silva             | 22-05-1976    | Portugal      | Imoholding-Loulé               |

### Overwinningen 2007
Volta ao Distrito de Santarém
1e etappe: Javier Benítez
4e etappe: Javier Benítez
Ronde van Alentejo
2e etappe: Javier Benítez
3e etappe: Javier Benítez
6e etappe: Javier Benítez
Giro delle Regioni
Rui Costa
GP CTT Correios de Portugal
4e etappe: José Azevedo
GP Torres Vedras
1e etappe: Javier Benítez
3e etappe: Javier Benítez
4e etappe: Javier Benítez

## Ploeg 2008
| Naam              | Geboortedatum | Nationaliteit | Ploeg 2007                     |
| ----------------- | ------------- | ------------- | ------------------------------ |
| José Azevedo      | 19-09-1973    | Portugal      |                                |
| Cândido Barbosa   | 31-12-1974    | Portugal      | Liberty Seguros                |
| Javier Benítez    | 03-01-1979    | Spanje        |                                |
| Bruno Castanheira | 04-02-1977    | Portugal      |                                |
| Tiago Claro       | 18-10-1984    | Portugal      | /                              |
| Mário Costa       | 15-11-1985    | Portugal      | /                              |
| Rui Costa         | 05-10-1986    | Portugal      |                                |
| Pedro Goncalves   | 29-06-1975    | Portugal      |                                |
| José Mendes       | 24-04-1985    | Portugal      | /                              |
| Hélder Miranda    | 23-02-1979    | Portugal      | Riberalves                     |
| Danail Petrov     | 05-02-1978    | Bulgarije     | Maia Milaneza                  |
| Edgar Pinto       | 27-08-1985    | Portugal      |                                |
| Rubén Plaza       | 29-02-1980    | Spanje        | Caisse d'Epargne               |
| Mikel Pradera     | 06-03-1975    | Spanje        | Caisse d'Epargne-Illes Balears |
| Bruno Sancho      | 13-12-1985    | Portugal      | /                              |
| Hugo Sancho       | 04-02-1982    | Portugal      |                                |

### Overwinningen 2008
Ronde van Valencia
Eindklassement: Rubén Plaza
Giro delle Regioni
4e etappe: Rui Costa
Grote Prijs van Saguenay
4e etappe: Rui Costa
GP CTT Correios de Portugal
3e etappe: Danail Petrov
Trofeo Joaquim Agostinho
1e etappe: Danail Petrov
Ronde van Madrid
1e etappe: Rubén Plaza
Ronde van Portugal
Proloog: Rubén Plaza
7e etappe: Cândido Barbosa
9e etappe: Cândido Barbosa
Ronde van Bulgarije
6e etappe (deel A): Danail Petrov
7e etappe: Danail Petrov
Ronde van Chihuahua
1e etappe: Javier Benítez
5e etappe: Javier Benítez
7e etappe: Javier Benítez